# Torgny Wåhlander
Torgny Georg Erik Otto Wåhlander, född 15 november 1935 i Sollentuna, är en svensk f.d. friidrottare som tävlade i längdhopp och tresteg.
Wåhlander tävlade för Turebergs IF och blev Stor grabb nummer 198 år 1958. Han innehade det svenska rekordet i längdhopp (delvis eller helt) åren 1956 till 1968. Han vann 6 SM-tecken i längdhopp.

## Karriär (längdhopp)
1955 vann Torgny Wåhlander sitt första SM-tecken i längd, på 7,23.
Även 1956 vann han åter SM, denna gång på 7,25. Den 16 september detta år tangerade han Erik Svenssons och Olle Hallbergs svenska rekord i längdhopp, 7,53. 
Efter att ha missat SM-tecknet året innan vann han ånyo SM-guldet i längd 1958, nu på 7,45.
1959 förbättrade Wåhlander det svenska rekordet två gånger. Den 6 augusti hoppade han 7,58 i Stockholm och den 26 september hoppade han 7,61 i Paris. Han vann SM-guld för fjärde gången detta år (på 7,45).
Den 10 augusti 1960 slog Wåhlander svenskt rekord en sista gång genom att hoppa 7,66 vid SM-tävlingarna i Stockholm (där han tog guld). Detta rekord fick han behålla till 1968 då Lars Olof Höök slog det.
Torgny Wåhlander tog ett sista SM-guld i längd 1962 på 7,08.

### Övrigt
I tresteg åstadkom Torgny Wåhlander som bäst 15,60 år 1960, vilket då gjorde honom tvåa i Sverige genom tiderna efter den dåvarande svenske rekordhållaren.